# De Havilland Puss Moth
de Havilland DH.80A Puss Moth je visokokrilac s tri sjedala koji je izrađivan od 1929. do 1933. godine u engleskoj aviotvrtki de Havilland Aircraft Company. S brzinom nešto ispod 200 km/h bio je jedan od višenamjenskih aviona s najboljim osobinama tog doba. 

## Dizajn
Prototip DH.80 bez oznake poletio je prvi puta u rujnu 1929. godine a prvenstvena namjena aviona bili su privatni letovi diljem Ujedinjenog Kraljevstva. Avion je bio drvene konstrukcije a pokretao ga je tada novi de Havilland Gipsy III "obrnuti" linijski motor (klipni motor čija je radilica i kućište iznad cilindara) što je pilotu omogućilo nesmetani pogled preko nosa aviona. 
Nakon testiranja prototipa avion je redizajniran. Konstrukcija od čeličnih cijevi prevučena je s platnom a avion je dobio oznaku DH.80A Puss Moth. Prvi proizvodni avion poletio je u ožujku 1930. nakon čega je odmah poslan na prodajnu promociju po Australiji i Novom Zelandu. Narudžbe su brzo slijedile i do kraja proizvodnje u Engleskoj je proizvedeno 259 komada. Dodatnih dvadeset pet izrađeni su u aviotvrtki de Havilland Canada. Većina ih je bila opremljena s Gipsy Major motorom od 130 KS (97 kW) koji je avionu dao malo bolje performanse. 
DH.80A uglavnom su korišteni kao privatni avioni, iako su mnogi letjeli i u komercijalne svrhe za prijevoz putnika ili pošte. Avion je imao dva putnička sjedala a osoba na zadnjem sjedalu mogla je noge ispružiti pored prednjeg sjedala. Ramenjače visoko postavljenog krila bile su učvršćene s dvije upornice "V" oblika za donji dio trupa po čemu su de Havilland avioni tog doba bili prepoznatljivi. Nasljednik DH.80A bio je DH.85 Leopard Moth. Avion je imao oplatu od šperploče, bio je lakši i jeftiniji za izradu te je unatoč skromnom Gipsy Major motoru od 130 KS (97 kW) imao bolje osobine. Preostali britanski civilni avioni imali su zapaženu ulogu tijekom Drugog svjetskog rata djelujući kao avioni za vezu.  

## Rekordni letovi
DH.80 su u ranim 1930-im korišteni za probijanje više tadašnjih rekorda. Početkom 1931. godine pilot Nevill Vintcent napravio je prvi let iz Engleske u Šri Lanku (avion s registracijom G-AAXJ). Tijekom srpnja-kolovoza 1931. Amy Johnson je napravila osmodnevni samostalni let za Tokyo (avion Jason II s registracijom G-AAZI). Krajem 1931. godine, australijski pilot Bert Hinkler letio je u kanadskom DH.80 (CF-APK) na više zapaženih letova, uključujući New York-Jamajka, Jamajka-Venezuela te 22-satni prelet južnog Atlantika sa zapada na istok što je drugi samostalni prelet tog područja. U najpoznatije letove spadaju prvi samostalni prelet Atlantika s istoka na zapad koji je u kolovozu 1932. godine izveo škotski pilot Jim Mollison (The Heart's Content G-ABXY) i njegov prelet južnog Atlantika iz Engleske (Kent) u Brazil (Natal) u veljači 1933. godine. Njegova supruga Amy Johnson postigla je rekordne letove između Engleske i Cape Towna (Desert Cloud G-ACAB) u 1932. godini. DH.80 je korišten u mnogim bitkama Drugog svjetskog rata, uključujući Dan D. 

## Inačice
- de Havilland DH.80 - prototip, Gipsy III motor od 120 KS (89 kW).
- de Havilland DH.80A Puss Moth – laki avion s dva do tri sjedala, uglavnom s Gipsy Major motorom od 130 KS (97 kW).

## Korisnici
- Novi Zeland - Carsko Ratno zrakoplovstvo
- Druga Španjolska Republika - Ratno zrakoplovstvo
- Francova Španjolska - Ratno zrakoplovstvo
- Ujedinjeno Kraljevstvo - RAF
- - Luftwaffe (manji broj)
- - Zrakoplovstvo NDH (dva aviona)

## Tehničke karakteristike (DH.80)
Osnovne karakteristike
- posada: 1 (pilot)
- kapacitet: 1-2 putnika
- dužina: 7,6 m
- raspon krila: 11,2 m
- površina krila: 20,6 m2
- visina: 2,1 m

Letne karakteristike
- najveća brzina: 196 km/h
- dolet: 483 km
- brzina penjanja: 192 m/min
- najveća visina leta: 3.335 m
- motor: de Havilland Gipsy III